# And Thou Shalt Trust... The Seer
And Thou Shalt Trust... The Seer - debiutancki album niemieckiego zespołu Haggard. Nagrywany był w Pauper's Inn Studios w Monachium. Wydany został w październiku 1997 nakładem Last Episode.

## Lista utworów
- Chapter I - The Day As Heaven Wept  05:47
- Chapter II - Origin of a Crystal Soul  05:55
- Requiem In D-Minor  02:08
- Chapter III - In A Pale Moon's Shadow  09:38
- Cantus Firmus In A-Minor  02:32
- Chapter IV - De La Morte Noire  08:02
- Chapter V - Lost (Robin's Song)  04:25
- Outro - A Midnight Gathering  02:59

## Wykonawcy
- Asis Nasseri – czysty wokal, growling, gitara
- Luz Marsen – perkusja, kotły
- Andi Nad – gitara basowa
- Danny Klupp – gitara akustyczna
- Karin Bodenmüller – sopran
- Sasema – sopran
- Florian Schnellinger – bas
- Hans Wolf – fortepian, cymbałki, keyboard
- Kathrin Pechlof – harfa
- Kerstin Krainer – skrzypce
- Steffi Hertz – altówka
- Kathrin Hertz – wiolonczela
- Christoph V. Zastrow – flet
- Robert Müller – klarnet
- Florian Bartl – obój
- Fiffi Fuhrmann – krzywuła